# Transports en Guadeloupe
Les transports dans le département et région française d'outre-mer de la Guadeloupe sont caractérisés par l'éloignement de la métropole, la saturation du réseau routier (en particulier au niveau de la Rivière Salée et de Pointe-à-Pitre) et les difficultés d'accès aux îles n'appartenant pas à la « Guadeloupe continentale ».

## Transport routier

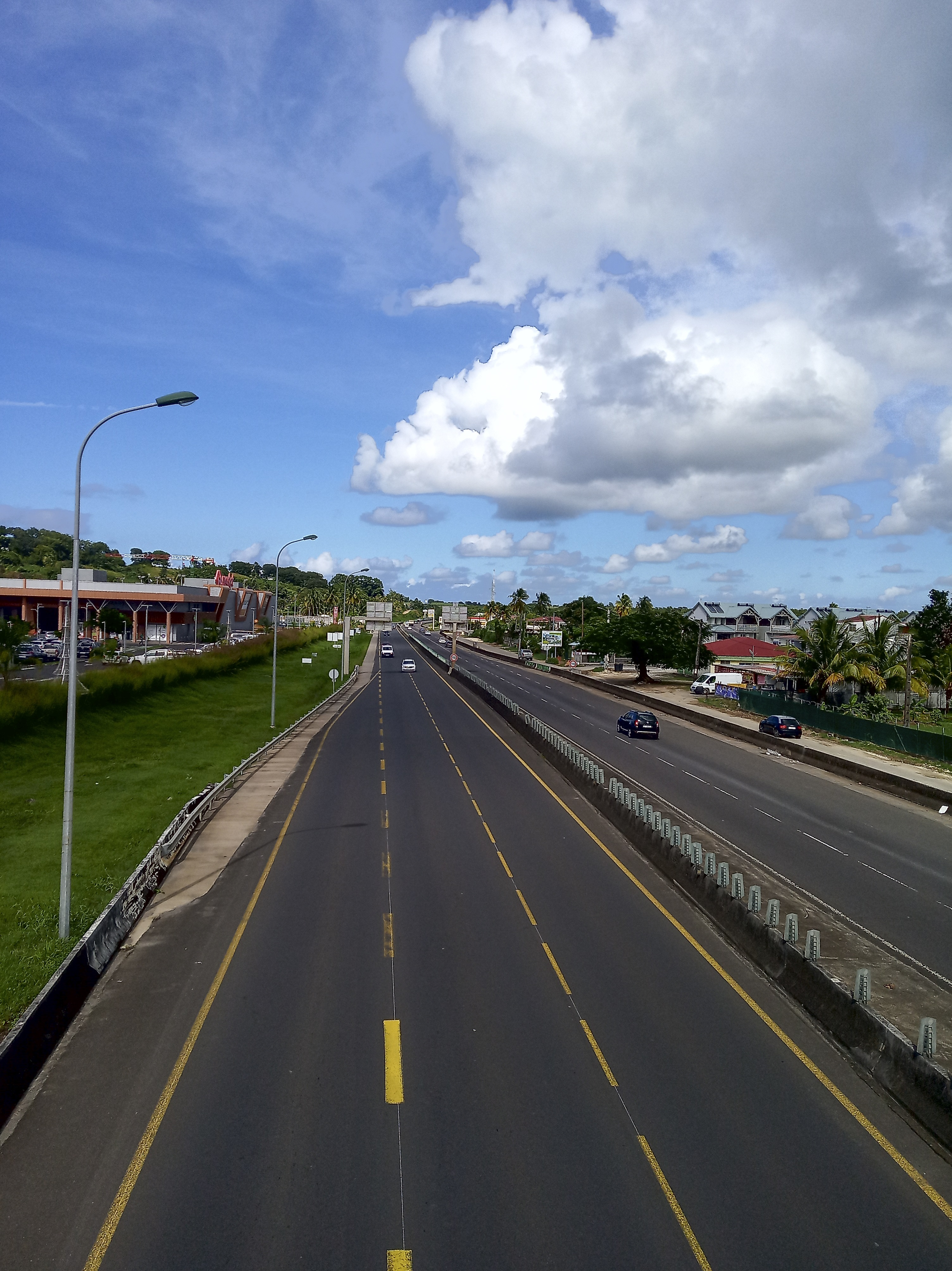
Une section à 2x2 voies de la route nationale 1 entre Basse-Terre et Pointe-à-Pitre.

### Infrastructures routières
Les principales routes de Guadeloupe ont la dénomination de « routes nationales », bien qu'elles soient exploitées par le Conseil régional depuis 2006. En raison de la forme particulière de la « Guadeloupe continentale », une grande partie du trafic se concentre au niveau de la Rivière Salée, point de passage entre les deux îles principales et également zone la plus urbanisée du département : c'est notamment là que se situent les quelques sections de voies rapides du département.

### Transport collectif de voyageurs
La Guadeloupe est desservie par un réseau interurbain d'autocars organisé par le Conseil régional, qui compte 10 lignes.
Le Syndicat mixte des transports du Petit cul de sac marin (qui regroupe la communauté d'agglomération CAP Excellence et la communauté d'agglomération La Riviéra du Levant), la communauté d'agglomération du Nord Grande-Terre, la communauté d'agglomération du Nord Basse-Terre, la communauté d'agglomération Grand Sud Caraïbe et la communauté de communes de Marie-Galante sont autorités organisatrices de la mobilité sur leur territoire et organisent des services de transport dans leur ressort territorial. Chacune de ces AOM organise un réseau d'autobus : le principal est le réseau Karu'Lis, organisé autour de Pointe-à-Pitre.

## Transport maritime
Le Grand port maritime de la Guadeloupe (également appelé Guadeloupe Port Caraïbes) est le principal point d'entrée des importations et de sortie des exportations guadeloupéennes.
Des liaisons maritimes destinées aux passagers et aux véhicules relient la « Guadeloupe continentale » (Grande-Terre et Basse-Terre) à Marie-Galante, à La Désirade et aux Saintes.

## Transport aérien

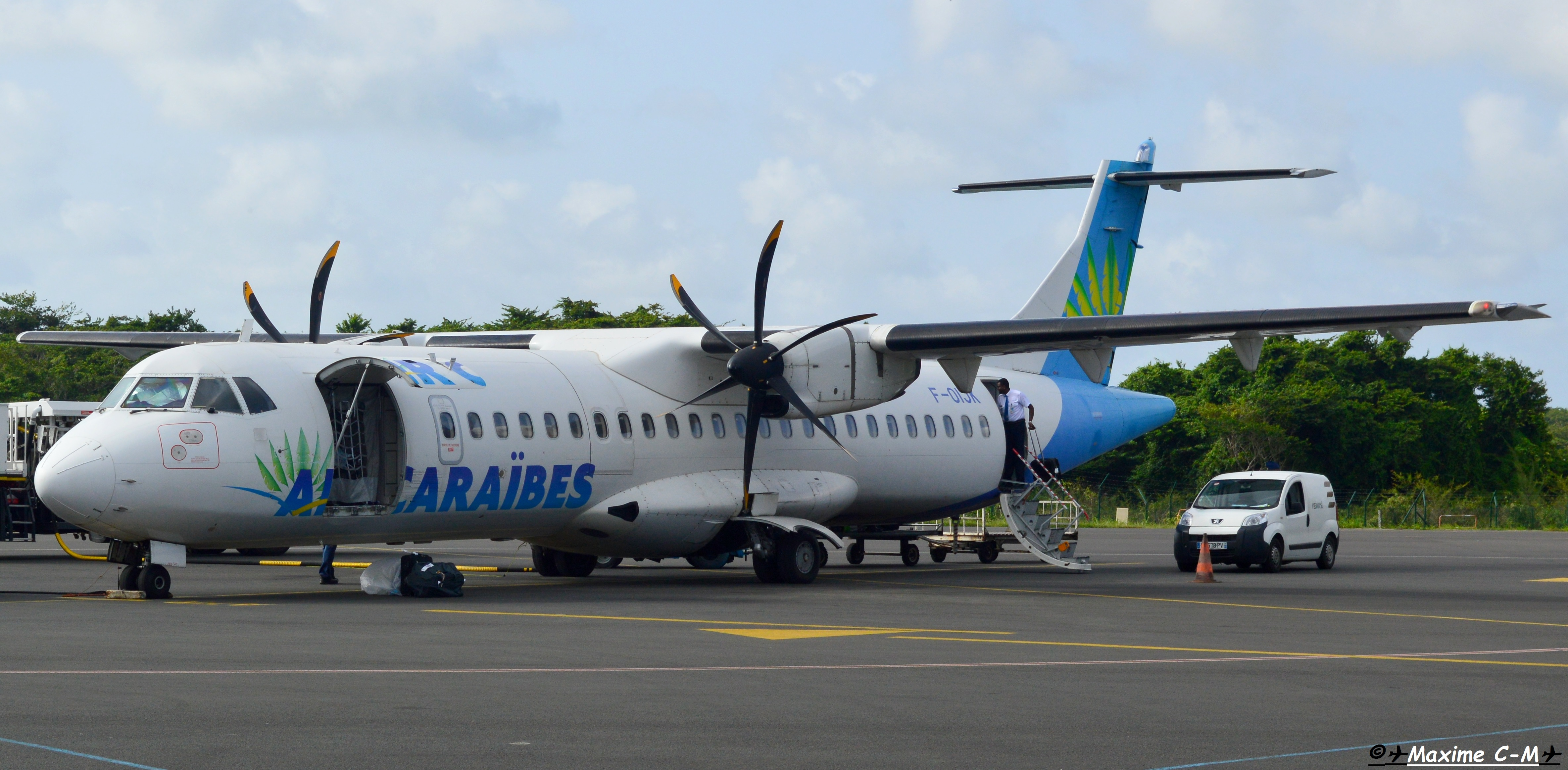
Un ATR 72 de la compagnie Air Caraïbes à l'aéroport Guadeloupe - Pôle Caraïbes en 2015.

L'aéroport Guadeloupe - Pôle Caraïbes, situé entre Pointe-à-Pitre et Les Abymes, constitue le principal accès à la Guadeloupe pour les passagers et pour certaines marchandises périssables. Il est relié par des vols fréquents à de nombreux aéroports caribéens et plusieurs aéroports de métropole, ainsi que moins fréquemment à des aéroports nord-américains et européens.
La Guadeloupe compte en outre plusieurs aérodromes principalement destinés à l'aviation légère de tourisme et de loisirs : Basse-Terre – Baillif, La Désirade, Marie-Galante, Saint-François et Les Saintes-Terre-de-Haut.